# Dragone
Ne doit pas être confondu avec Franco Dragone ou Giuseppe Cavo Dragone.
Pour l’article ayant un titre homophone, voir Dragonne.
Dragone est une compagnie de création de spectacles fondée en 2000 par Franco Dragone. FDEG (pour Franco Dragone Entertainment Group) devient Dragone en 2014. L'entreprise basée à La Louvière, en Belgique a créé à ce jour une quarantaine de shows « permanents » et événements dans plus de 12 pays en Europe, au Moyen-Orient, aux États-Unis, en Amérique du Sud et en Asie.

## Histoire

### Origines
La compagnie culturelle a été fondée en 2000 par Franco Dragone. Il a acquis sa notoriété dans les années 1980 et 1990, dès le début de sa carrière au Cirque du Soleil. Les shows comme Saltimbanco, Quidam, Mystère, Alegria et O ont considérablement changé la perception du spectacle vivant. Depuis, la compagnie Dragone a créé et produit des dizaines de spectacles et événements originaux.

### Ancrage local
La compagnie est basée dans le centre de la ville de La Louvière, la région qui a accueilli Franco Dragone dans les années 1950. Le metteur en scène a depuis tenté de faire connaître sa ville à l’international, par le biais d’actions et d’évènements locaux, ou en y faisant venir des partenaires et des personnalités, comme Sting, Jeffrey Katzenberg ou Céline Dion.

#### Décrocher la lune
En mars 2000, Dragone présente aux louviérois, le premier « Décrocher la lune », avec une volonté de combiner le divertissement populaire et les préoccupations sociales dans une dynamique participative. D’autres éditions auront lieu en 2002, 2006, 2009, 2012 et 2015. En 2014, c’est l’Agence Lunaire (asbl Décrocher la lune) qui pilote le projet et soutient les compagnies et événements « lunaires ».

#### 5 sur 5
Dès 2004, chaque année pendant 13 ans, le Festival 5 sur 5 a proposé à de jeunes réalisateurs du monde entier de manifester leur point de vue en images sur La Louvière, grâce à des courts métrages. Ce projet a été géré par l’asbl Espace Dragone qui représente l’ancrage citoyen de la compagnie,,.

## Difficultés économiques et judiciaires
En octobre 2012, les locaux de la compagnie sont perquisitionnés. Franco Dragone est alors sous le coup d'une inculpation pour fraude fiscale.
Entre 2016 et 2017, un contexte économique défavorable confronte Dragone à des difficultés de trésorerie importantes. Pour maintenir l’activité dans son ancrage local et sauver l’emploi, la compagnie s’engage dans une procédure en réorganisation judiciaire (PRJ), qui sera homologuée par le tribunal du commerce de Mons, lequel prononcera la pérennisation de l’activité.

## Spectacles
Les spectacles dits permanents sont caractéristiques de l’entreprise. Ils sont destinés à être joués pour une période d’au moins 10 ans, dans un théâtre construit pour cette occasion. La technologie et les effets spéciaux y sont au service de la performance humaine pour impressionner le spectateur. Ces spectacles intègrent différents types de performances inspirées du cirque traditionnel et contemporain. Dragone est spécialisé dans le développement de théâtre aquatiques, sous la scène desquels se cache une piscine de plusieurs millions de litres, permettant l’utilisation d’un troisième espace de jeu, en plus de l’aérien et de l’aquatique.
Le processus de développement de spectacle est assuré par les différentes équipes créatives et de support de Dragone : Casting, Talents & Trends, Architecture & Design, Illustration et vidéo, Costumes. 

### De Las Vegas à Paris

#### A New Day...
En mars 2003 a lieu dans la nouvelle salle Colosseum du Caesars Palace à Las Vegas, la première de A New Day... (en), le spectacle de Céline Dion que Franco Dragone a créé et dirigé, à la demande de la star. Céline Dion a adoré et, pour préparer le spectacle dont elle rêve avec Franco Dragone, elle s’installe provisoirement en Belgique. La star, ne jure plus que par son « magicien ».
Le spectacle sera joué plus de 700 fois pendant près de cinq ans, devant une salle pleine.

#### Le Rêve
En 2005, Le Rêve, conçu dans les ateliers de La Louvière, prend place dans le fastueux décor du dernier-né des hôtels casino de Steve Wynn, le Wynn Las Vegas.
La scène aquatique est entourée de plus de 2000 sièges et contient plus de 3 500 m3 d’eau. Le dôme s’élève à 25m de la scène.
Ce spectacle se veut très intime en dépit des moyens techniques mis en œuvre, puisque le plus éloigné des deux mille spectateurs, à la quatorzième rangée, ne se trouve qu’à douze mètres de la scène.

#### Lido - Paris Merveilles
Au fil des projets de Dragone, des contacts se sont noués avec les propriétaires du Lido, célèbre cabaret situé sur les Champs-Élysées et l’entreprise de services Sodexo. Et dès le début de l’année 2013, les premières auditions ont lieu à Paris. Le nouveau personnel de la troupe est sélectionné par l'équipe de casting, tandis que les travaux de transformation du Lido sont entamés.
En mars 2015, veille de la première, les costumes créés par Nicolas Vaudelet sont transportés vers Paris pour les ultimes essayages. Et le rideau peut se lever sur un spectacle totalement inédit où une meneuse de revue d’un nouveau genre et très rock, entraîne le public à la découverte d’un Paris éternel sur une musique de Saule et Yvan Cassar, autres fidèles complices de Franco Dragone.

#### La Perle
La première du spectacle « La Perle » a lieu le 13 septembre 2017 le long du nouveau canal maritime de Dubaï, au cœur du complexe hôtelier d'Al Habtoor City[réf. incomplète]. Il s'agit du premier show permanent de cette envergure dans les États arabes du Golfe, présenté dans un nouveau théâtre aquatique qui lui est spécialement consacré, conçu par Jean Rabasse et le Studio Dragone, avec 1 300 sièges, et pour 450 représentations par an.
Pour le directeur artistique Franco Dragone, ce show tend à montrer Dubaï comme « un laboratoire du futur où des personnes de différentes cultures créent ensemble quelque chose de spectaculaire ». Plusieurs personnalités comme le Cheikh Mohammed ben Rachid Al Maktoum, Lindsay Lohan et Ronaldinho ont assisté au spectacle.

### Aventure asiatique

#### The House of Dancing Water
À l’automne 2010, dans le théâtre du complexe City of Dreams de Macao, se tient la première d’un nouveau spectacle aquatique permanent : The House of Dancing Water (en). Créé, conçu et développé à La Louvière et répété dans les studios d’Alfacam, près d’Anvers, en Belgique, ce spectacle marque le début d’une nouvelle étape majeure dans l’histoire de Dragone : l’entrée en Asie.
Ce premier show sur le sol chinois doit beaucoup à la rencontre entre Franco Dragone et Lawrence Ho, co-chairman et CEO de Melco Crown Entertainment, qui va ouvrir un nouveau complexe hôtelier « City of Dreams ». Durant les cinq premières années de son exploitation, ce spectacle a déjà accueilli plus de 3 millions de spectateurs.
L’expérience de Macao confirme la vocation internationale de la compagnie. Dans la foulée, la société Dragone concrétise un contrat totalement inédit et d’une ampleur sans précédent avec le puissant Dalian Wanda Group, leader chinois dans le secteur de la promotion immobilière commerciale, l’hôtellerie de luxe et l’industrie culturelle, et présidé par Wang Jianlin. Ce contrat porte sur la conception, la création, la réalisation et l’opération de plusieurs spectacles uniques dans différentes villes chinoises, pour une durée minimale de dix ans.

#### The Han Show
Depuis décembre 2014, the Han show rend hommage à l’essence de la culture Han.
Le théâtre en forme de lanterne qui abrite le spectacle a changé pour toujours le paysage urbain de Wuhan, la capitale de la province de Hubei. Inspiré par les lignes des typiques « lanternes rouges », le théâtre a été conçu par l'architecte Mark Fisher (en) et par son équipe de Stufish, le Studio qu’il a fondé.
L’imposante construction de plus de 70 mètres de haut et de 100 mètres de diamètre offre chaque soir aux promeneurs et aux spectateurs un véritable show extérieur avec le ballet des lumières éclairant sa façade.
Au début chaque représentation les 2000 spectateurs découvrent la piscine de 10 millions de litres qui se cachent sous la scène grâce  à un système unique qui permet de déplacer l’assise et de modifier la configuration de la salle.
Les 95 artistes de toute discipline sélectionnés par le département Casting de Dragone performent à raison de 10 shows par semaine.
Désormais, à Langfang, près de Pékin, dans un studio d’entraînement construit spécialement, où se préparent les artistes, des formations s’élaborent avec le soutien d’une université de Pékin, sur un modèle qui devrait s’étendre à d’autres régions du globe.

#### The Dai Show
Après 15 ans d’existence, Dragone concrétise le deuxième spectacle commandé par le groupe Wanda. The Dai Show est un hommage rendu par Dragone à un monde où l’homme vit encore en harmonie avec la nature : celui du peuple Dai.
C’est l'énergie bienfaisante traditionnelle qui a nourri le spectacle et a inspiré la construction de son théâtre, à Xishuangbanna, au Sud-ouest de la Chine, à la frontière de la Birmanie et du Laos.

### Le temps de la diversification
Avec le temps, Dragone progresse dans la diversification de ses activités.
Dorénavant, des départements comme l’Illustration ou l’atelier Dragone Costume peuvent réaliser des contrats en autonomie par rapport à la maison mère. Par exemple, pour Holiday on Ice – Ice Age et Peter Pan - The Never Ending Story, à Abou Dabi. 
La compagnie principale s’aventure vers de nouvelles idées comme le cabaret, les spectacles de tournées avec des chanteurs, l'art lyrique (formations, création d'opéras) ou encore l’aménagement de parcs d’attractions.

#### Taboo
Avec Taboo pendant 3 ans entre 2012 et 2015, Dragone a proposé sa première expérience cabaret.
Mélange de chorégraphies et de performances acrobatiques sexy, Taboo a invité le public à un voyage espiègle au « Cubic », le night club installé au cœur du complexe City of Dreams de Macao. On a pu[style à revoir] y voir du pole dancing, du striptease, du main-à-main, de la danse et un travail sur le feu, mis en valeur par un important travail sur le son et la lumière et surtout les projections vidéos.
Les grands noms du Cabaret et du burlesque ont apporté leur contribution à la renommée de Taboo, comme Dita von Teese, ou les Bluebell Girls du Lido de Paris.

#### Me
Pour la deuxième fois, Dragone crée le spectacle d’une star de la chanson : Philipp Kirkorov, la pop star russe aux trente ans de carrière récompensée par 5 World Music Awards.
Pour cette création intitulée « Me » (Я), les 30 chansons du spectacle ont été revisitées pour apporter un souffle neuf à des succès populaires russes. La Première de la tournée internationale de l’artiste s’est donnée le 18 mars 2016, dans l’enceinte du théâtre du Palais du Kremlin.

#### The Land of Legends
En Turquie, avec ses équipes, Franco Dragone a opéré la direction artistique d’un parc d’attractions, dans un partenariat avec le groupe hôtelier Rixos[réf. incomplète].
The Land of Legends, parc d’attractions, ouvre durant l’été 2016 à Antalya en Turquie. Pour Dragone, c’est l’occasion de développer un concept créatif, des personnages, des performances et un univers où le visiteur, comme le spectateur sur d’autres scènes, est invité dans sa traversée du parc à vivre sa propre légende[non neutre].

## Liste des Shows et Events

### Spectacles Permanents
- 2003-2007 : A New Day... (Las Vegas - USA). Spectacle de Céline Dion.
- 2005-... : Le Rêve (Las Vegas - USA). Spectacle permanent dans l'hôtel casino de Steve Wynn.
- 2010-... : The House of Dancing Water (Macao - Chine). Spectacle permanent d'un théâtre de 2000 places créé pour l'occasion.
- 2012-2015 : Taboo (Macao - Chine). Spectacle cabaret.
- 2014-... : The Han Show (Wuhan - Chine). Spectacle permanent d'un théâtre aux technologies inédites[17].
- 2015-... : Lido - Paris Merveilles (Paris - France). Nouvelle revue du mythique cabaret parisien : Le Lido.
- 2015-... : The Dai Show (Xishuangbanna - Chine). Spectacle permanent, s'inspirant de la culture traditionnelle chinoise Dai.
- 2016-... : The Land of Legends (Antalya - Turquie). Parc d'attractions dans un grand complexe hôtelier Rixos.
- 2017-... : La Perle (Dubai - UAE). Spectacle permanent original s'intégrant dans le site immobilier d'Habtoor City[54].

### Events
Cette section ne s'appuie pas, ou pas assez, sur des sources secondaires ou tertiaires indépendantes du sujet.

Pour l'améliorer, ajoutez-en, ou placez des modèles {{Source secondaire souhaitée}} ou {{Source secondaire nécessaire}} sur les passages mal sourcés. (mars 2024)
- 2000-... : Décrocher la lune (La Louvière - Belgique). Opéra urbain participatif. Mis en scène par Luc Petit
- 2000 : Kick Off Euro 2000 (Bruxelles - Belgique). Cérémonie d'ouverture du championnat d'Europe de Football FIFA.Mis en scène par Luc Petit
- 2001 : Chapeau Europa (Bruxelles - Belgique). Spectacle d'ouverture de la présidence belge de l'Union Européenne.Mis en scène par Luc Petit
- 2002 : Disney Cinema Parade (Marne-la-Vallée - France). Parade dansante du nouveau Parc Walt Disney Studios.Mis en scène par Luc Petit
- 2002 : Gueules Noires (Marcinelle - Belgique). Spectacle commémoratif de la catastrophe survenue dans le charbonnage du Bois du Cazier en 1956.
- 2002 : Au fil de l'Homme (La Louvière - Belgique). Spectacle d'inauguration de l'ascenseur funiculaire de Strépy-Thieu.
- 2004-2016 : Festival 5 sur 5 (La Louvière - Belgique). Festival de cinéma où des réalisateurs internationaux réalisent des courts-métrages sur La Louvière.
- 2005 : Zarabanda (Bruxelles - Belgique). Spectacle équestre du Jumping International de Bruxelles.
- 2006-2009 : Le Tailleur du Rêve (Bruxelles, Mons - Belgique, Paris - France). Exposition de dessins, costumes et accessoires du spectacle "Le Rêve" joué à Las Vegas.
- 2006 : Belgacom Xmas party (Bruxelles - Belgique). Événement corporatif pour la société Belgacom.
- 2007 : Crown Macau Opening (Macao - Chine). Spectacle d'ouverture de l'hôtel Crown Macao.
- 2007 : Fortissim'o (Vienne - Autriche). Spectacle événementiel joué au Palais du Hofburg de Vienne.
- 2008 : Celestial Urban Opera (Bilbao - Espagne). Opéra urbain réalisé pour la ville de Bilbao.
- 2008 : Le Potager des Visionnaires (Ville de Québec - Canada). Événement végétal sur le toit du musée de la Civilisation à Québec, dans le cadre du 400e anniversaire de la ville.
- 2008-2009 : Cutty Sark Spain (Madrid, Barcelone, Valence - Espagne). 3 événements corporatifs pour la marque de whisky.
- 2009 : Gare à vous ! (Liège - Belgique). Spectacle d'inauguration de la nouvelle gare de Liège-Guillemins de l'architecte Santiago Calatrava Valls.
- 2009 : KDO ! (Bruxelles - Belgique). Spectacle de fin d'année joué à Forest National.
- 2010 : ECOS (Medellin - Colombie). Inauguration des Jeux sud-américains.
- 2010 : Zain (Açores - Portugal). Spectacle célébrant les “Seven Natural Wonders” au Portugal.
- 2011 : Venice (Venise - Italie). Cérémonie privée.
- 2012 : Odyseo (Bruxelles - Belgique). Show vidéo célébrant les 150 de l'entreprise belge Solvay.
- 2013 : Story of a Fort, Legacy of a Nation (Abu Dhabi - UAE). Poème visuel créé à l'occasion du Qasr Al Hosn Festival en l'honneur de la culture bédouine.
- 2014 : FIFA World Cup (Sao Paulo - Brésil). Cérémonies d'ouverture et de clôture de la coupe du monde FIFA.
- 2015 : Discovery of a New World (Harbin - Chine). Spectacle d'hiver, présentant un "Nouveau Monde" aux spectateurs de Hrabin.
- 2015 : Napoli Teatro Festival (Naples - Italie). Direction de Franco Dragone de cette édition du festival de théâtre napolitain.
- 2016 : Catwalk to Rio (Bruxelles - Belgique). Diner gala présentant le meilleur de la Belgique pour les Jeux olympiques de 2016 au Brésil[55].
- 2016 : Я (Russie et international). Spectacle pour la tournée du chanteur  Philip Kirkorov.

### Ballets et Opéras
- 2013 : Sorolla (Madrid - Espagne). Production interprétée par le Ballet National Espagnol et inspiré par les peintures de Joaquin Sorolla[56].
- 2013-2017 : Aida (Naples - Italie, Anvers, Bruxelles - Belgique). Opéra joué en 2013 au théâtre San Carlo en Italie et en 2017 en Belgique[57].
- 2016 : La Traviata (Jesi - Italie). Franco Dragone a mis en scène l'opéra de Giuseppe Verdi avec la fondation Pergolesi.
- 2017 : Casse-Noisette (Bruxelles - Belgique). Nouvelle version du célèbre ballet de Piotr Ilitch Tchaïkovski mis en scène et chorégraphié par Giuliano Peparini[58].